# Vitão
Vitão, bürgerlich Vitor Eduardo da Silva Matos (* 2. Februar 2000 in Jacarezinho, Paraná), ist ein brasilianischer Fußballspieler, der seit September 2019 beim ukrainischen Erstligisten Schachtar Donezk unter Vertrag steht. Der Innenverteidiger war von 2018 bis 2019 brasilianischer U20-Nationalspieler.

## Karriere

### Verein
Der in Jacarezinho, Paraná geborene Vitão entstammt der Nachwuchsabteilung von Palmeiras São Paulo, in die er 2015 eintrat, nachdem er zuvor für das Paraná Soccer Technical Center gespielt hatte. Bei Verdão entwickelte er sich zu einem der größten Innenverteidigertalente des Landes. Am 21. März 2019 bestritt er beim 1:0-Heimsieg gegen die AA Ponte Preta in der Campeonato Paulista sein Debüt für die erste Mannschaft. Dies blieb auch sein einziger Einsatz für Palmeiras.
Am 2. September 2019 der ukrainische Erstligist Schachtar Donezk die Dienste des jungen Abwehrspielers und stattete ihn mit einem Fünfjahresvertrag aus. Der Ligakrösus ist dafür bekannt junge brasilianische Spieler zu verpflichten, zu entwickeln und anschließend teurer weiterzuverkaufen. Auf sein Debüt in der Premjer-Liha musste Vitão jedoch bis zum 4. Juli 2020 (7. Spieltag der Meisterrunde) warten, als er beim 3:2-Auswärtssieg gegen den Rivalen Dynamo Kiew in der Startformation stand. Mit den Hirnyky gewann er in der  Saison 2019/20 die ukrainische Meisterschaft.

### Nationalmannschaft
Im März 2016 lief Vitão erstmals für die brasilianische U17-Nationalmannschaft auf. Mit dieser Auswahl nahm er im Frühjahr 2017 an der U17-Südamerikameisterschaft im eigenen Land teil. Als Kapitän bestritt er acht Spiele und führte seine Mannschaft zum Sieg. Dieser Sieg qualifizierte die U17 für die U17-Weltmeisterschaft 2017 in Indien, wo er ebenfalls als Kapitän zugegen war. Er absolvierte alle sieben Spiele über die volle Distanz und erreichte mit der Seleção den dritten Platz. Dieses Turnier bildete Vitãos Abschluss in der U17, für die er insgesamt 24 Länderspiele bestritt und einen Torerfolg verbuchen konnte.
Im März 2018 debütierte er in der U20 und nahm mit dieser im Frühjahr 2019 an der U20-Südamerikameisterschaft in Chile teil, wo er in allen neun Spielen als Kapitän mitwirkte und mit der Mannschaft nur einen enttäuschenden fünften Rang erreichte.

## Erfolge
Schachtar Donezk
- Ukrainischer Meister: 2019/20

Brasilien U17
- U17-Südamerikameister: 2017